# Platypalpus aequalis
Platypalpus aequalis är en tvåvingeart som beskrevs av Friedrich Hermann Loew 1864. Platypalpus aequalis ingår i släktet Platypalpus och familjen puckeldansflugor. Inga underarter finns listade i Catalogue of Life.